# Kui
A kui (hangul: 구이, RR: gui) a grillezett ételek összefoglaló neve a koreai gasztronómiában, a húsételek készítésének legnépszerűbb módja. A szó a kupta (gupda) (굽다) „grillezni, tűzön sütni” igéből származik.
A nyugati típusú grillezéssel szemben a húsokat falatnyi darabokra vágják. A grillezett húsokat szívesen fogyasztják sszam (ssam)ként, azaz valamilyen friss növénylevélbe (kínai kel, fejes saláta, szezámlevél) tekerve, sszamdzsang (ssamjang)gal, csilipaprikával, fokhagymával.

## Változatok

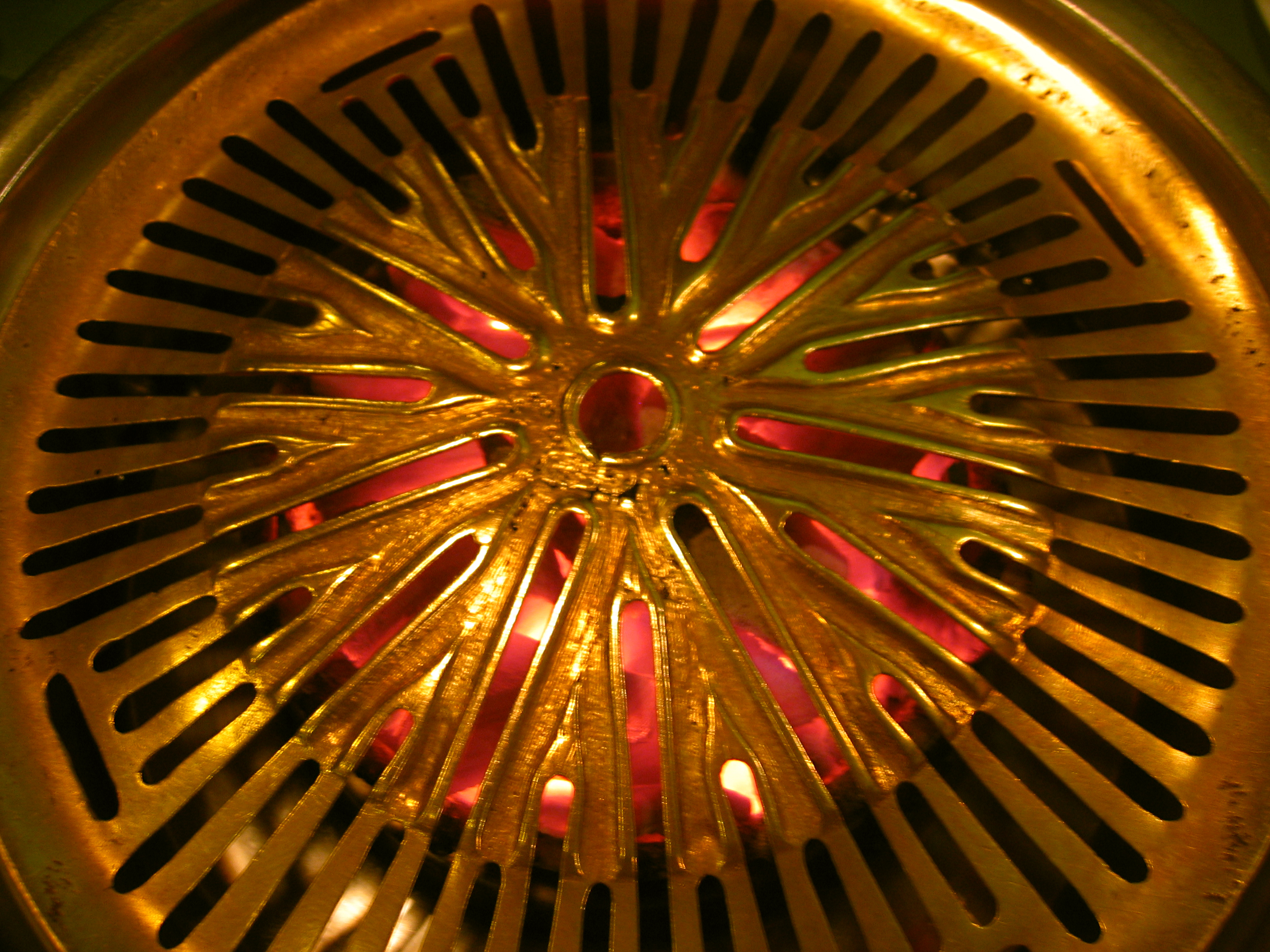
koreai asztali grill

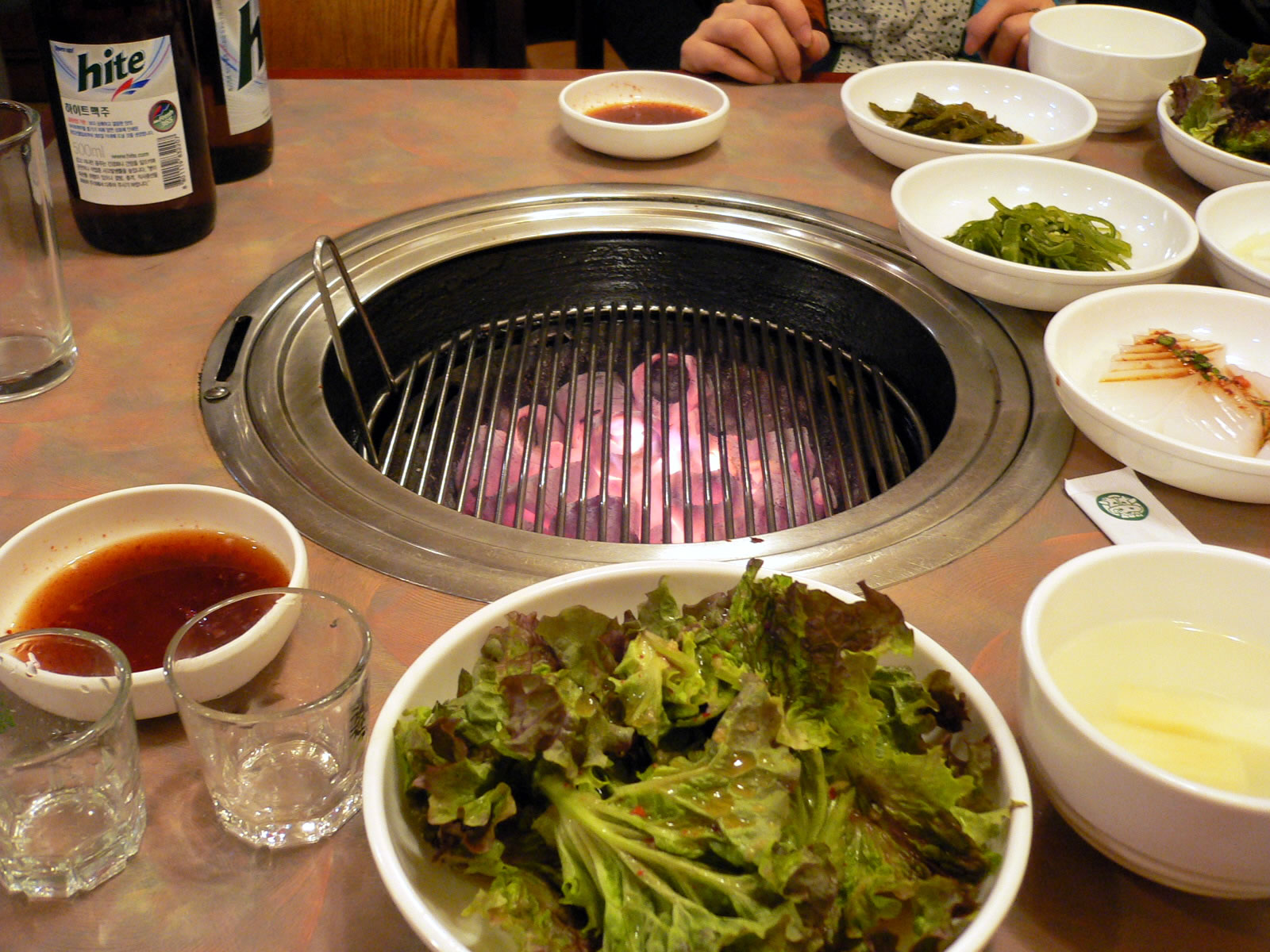
asztalba süllyesztett grill étteremben

### Húsok
- kalbi (galbi) (갈비): bordából és gerincből készült marinált, grillezett húsok[2]
- pulgogi (bulgogi) (불고기): vékony szeletekre vágott bélszínből vagy más hasonló minőségű marhahúsból, illetve sertéshúsból készül[5]
- szamgjopszal (samgyeopsal) (삼겹살): császárhúsból készül, az egyik legnépszerűbb étel Koreában.[2]
- szengcshigui (saengchigui) (생치구이): fácánhúsból[6]
- szogogi kui (sogogi gui) (쇠고기구이): grillezett marhahús, például hanu
- takkui (dakgui) (닭구이): grillezett csirke[7]

### Belsőségek
A koreai konyha a sertés és a szarvasmarha szinte minden részét felhasználja, beleértve a belsőségeket is, amelyeket szívesen fogyasztanak andzsu (anju)ként (alkoholos italok kísérőjeként), töndzsang (doenjang)szószba, kocshudzsang (gochujang)ba, sszamdzsang (ssamjang)ba vagy fűszerezett szójaszószba mártogatva.
- makcshang kui (makchang gui) (막창구이): sertés- vagy marhavastagbélből[8]
- kopcshang kui (gopchang gui)(곱창구이): sertés- vagy marhavékonybélből[9][10]

### Halak és tenger gyümölcsei
- szengszon kui (saengseon gui) (생선구이): grillezett halételek[11]
  - csangogui (jangeogui) (장어구이): grillezett angolna, az egyik legnépszerűbb nyári grillétel[12]
  - kodungo kui (godungeo gui) (고등어구이): grillezett makréla[13]
- csonbok kui (jeonbok gui) (전복구이): grillezett tengeri fülcsiga (Haliotidae)[14]
- tehagui (daehagui) (대하구이): grillezett királygarnéla[15]

### Zöldségek és gombák
- szongigui (songigui) (송이구이): grillezett Tricholoma matsutake gomba[16]
- todok kui (deodeok gui) (더덕구이): lándzsalevelű harangfolyondár (Codonopsis lanceolata) grillezett gyökere[17]
- tubugui (dubugui) (두부구이): grillezett tofu[18]

## Galéria

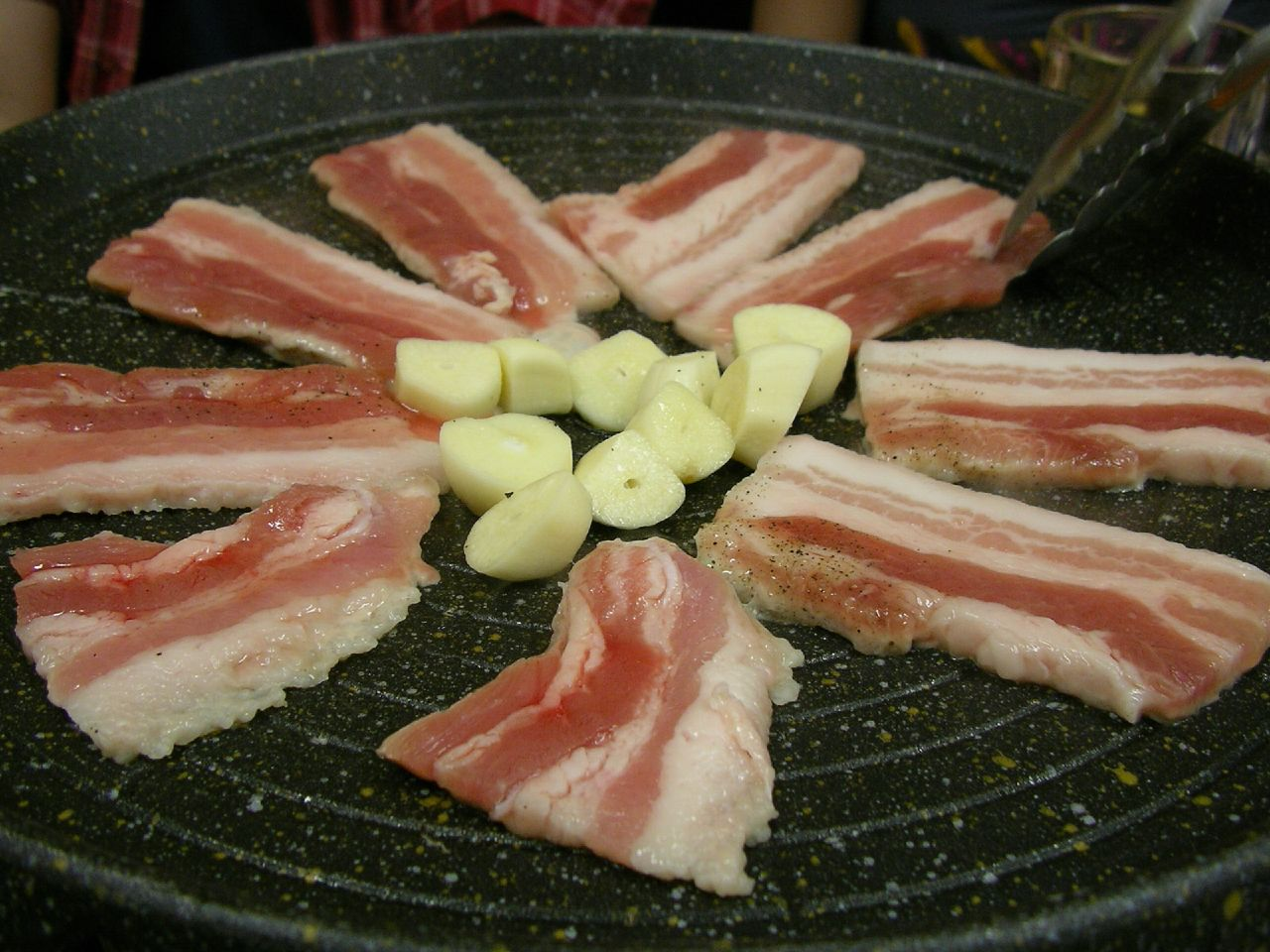
szamgjopszal (samgyeopsal), hasaalja szalonna
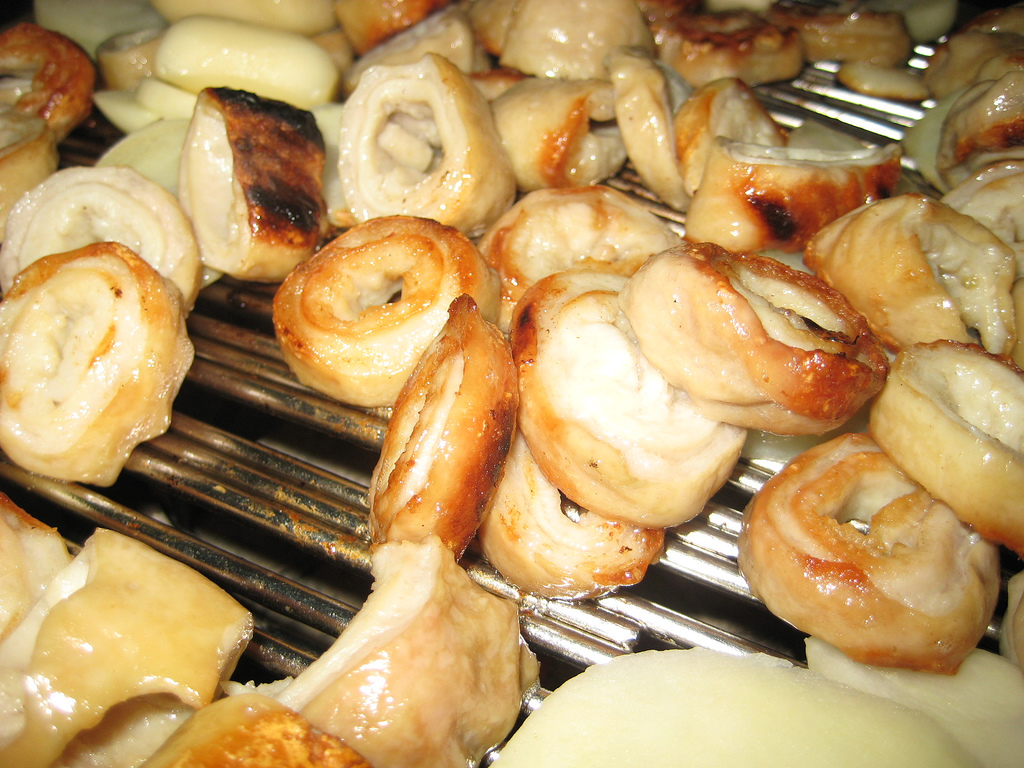
makcshang (makchang), grillezett sertésvastagbél
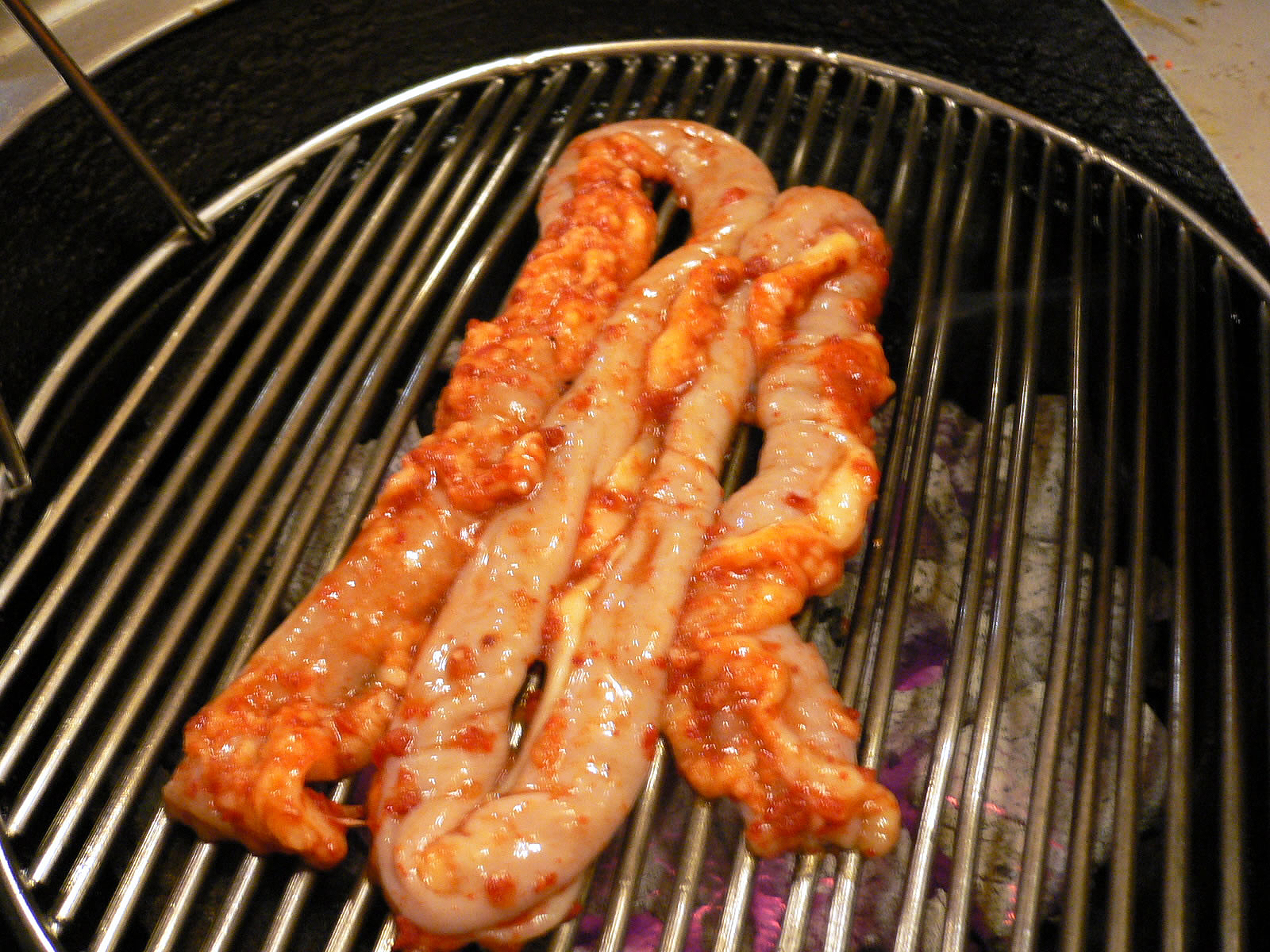
kopcshang (gopchang), sertésvékonybél grillezés kezdetén
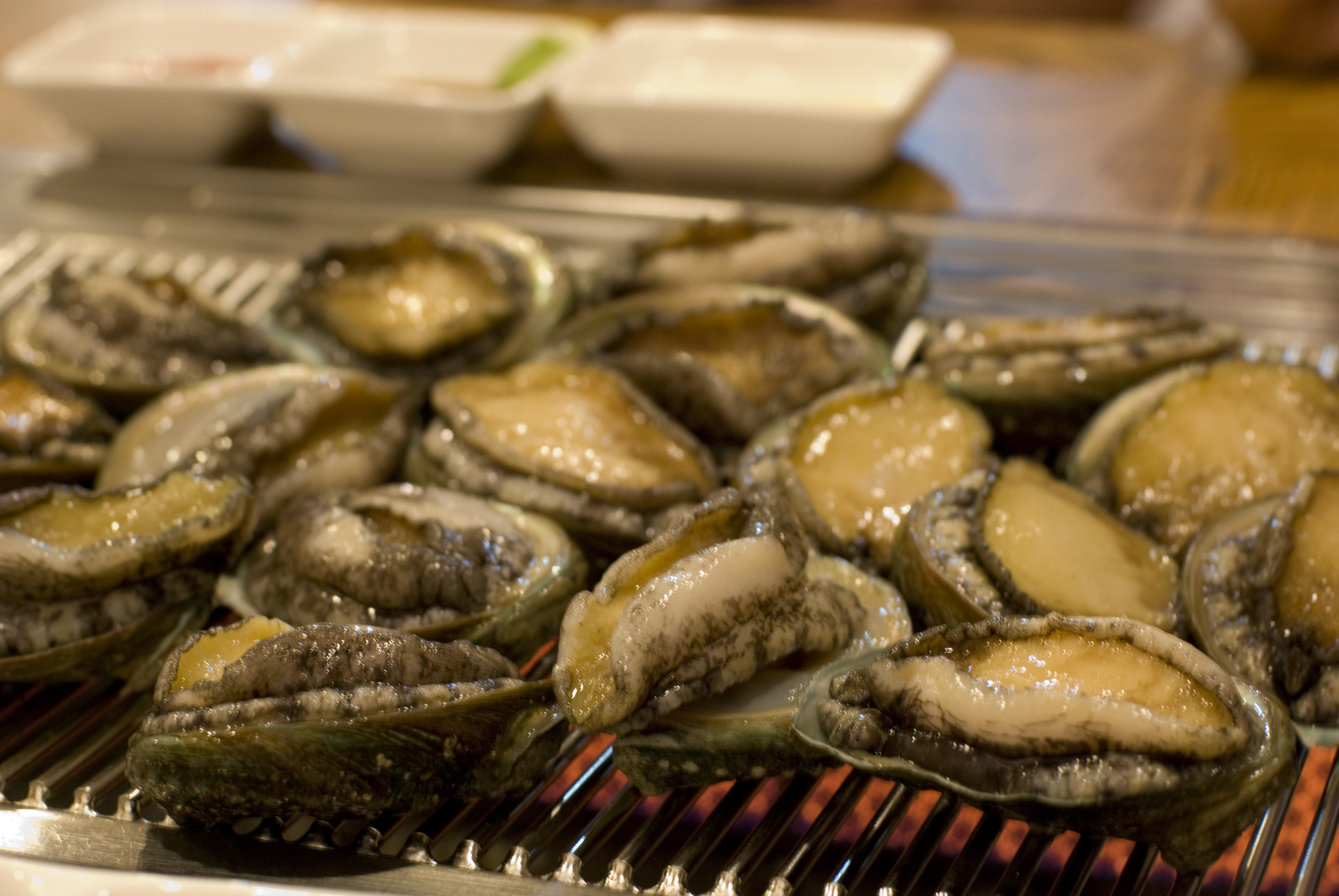
csonbok kui (jonbok gui), tengeri fülcsiga
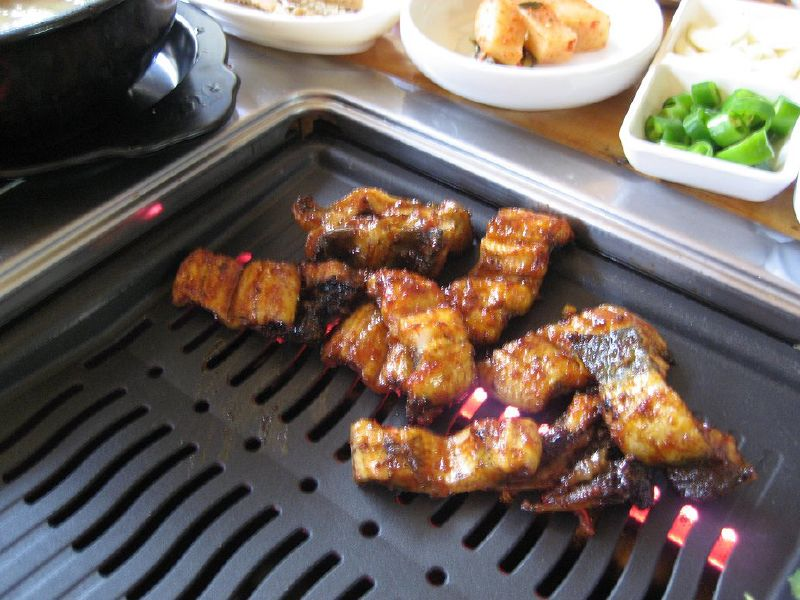
csangogui (jangeogui), angolna
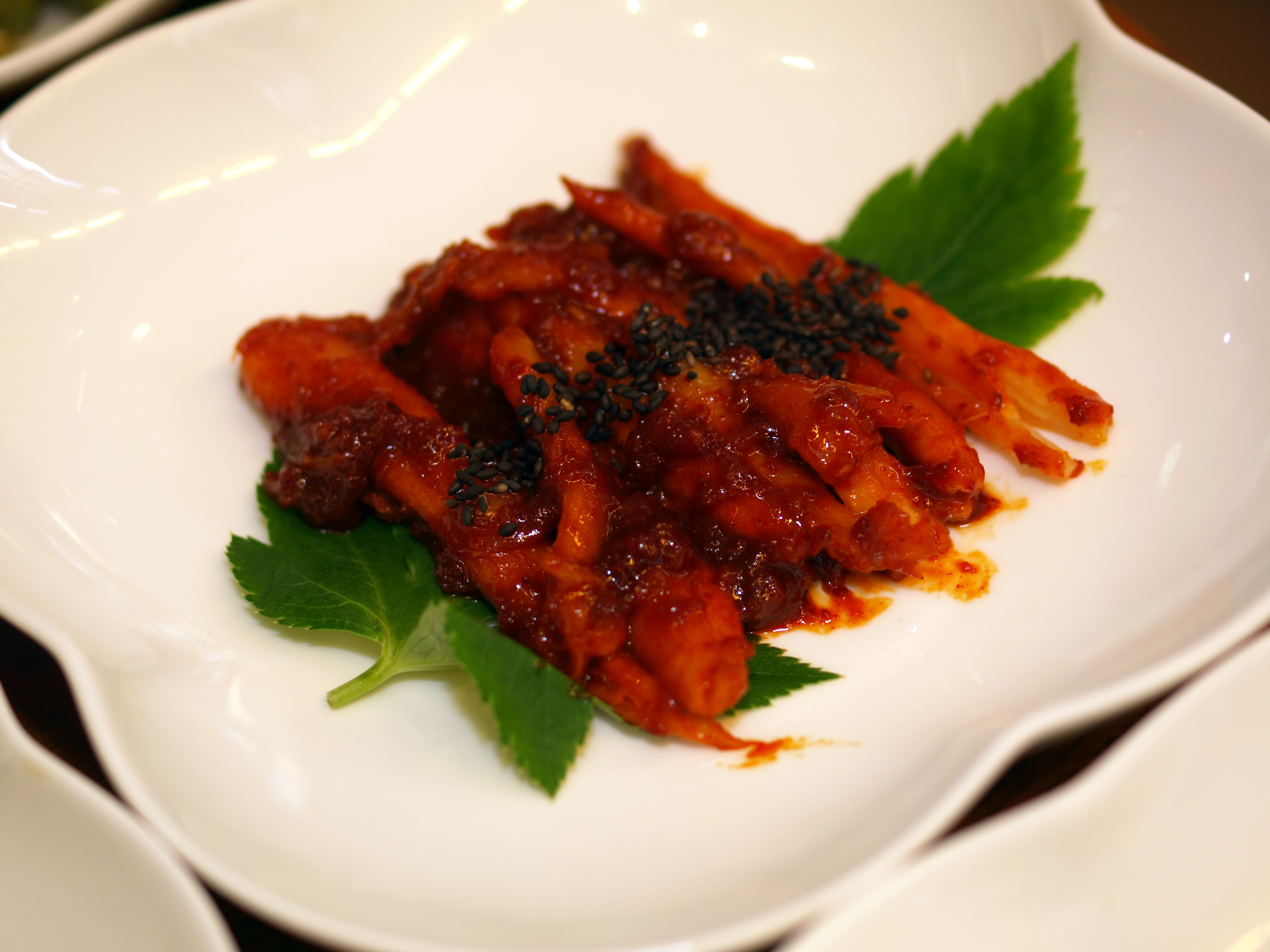
todok kui (deodeok gui), lándzsalevelű harangfolyondár gyökere
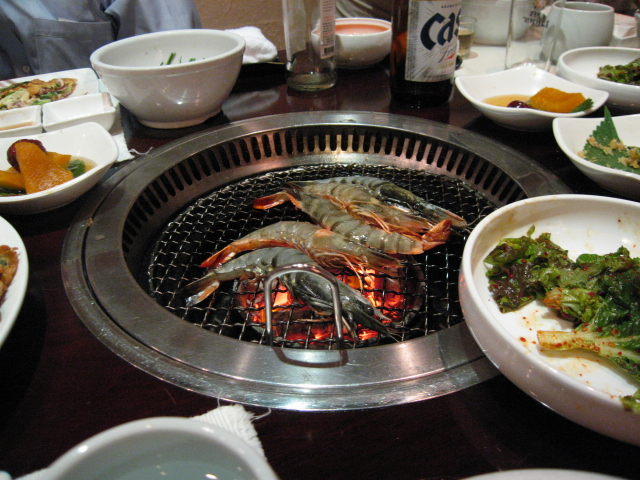
tehagui (daehagui), grillezett királygarnéla